# مرسدس-بنز کلاس-اس‌ال (آر۱۲۹)
مرسدس بنز اس‌ال (انگلیسی: Mercedes-Benz SL-Class) یک رودستر است که توسط مرسدس-بنز بین سال‌های ۱۹۸۹ تا ۲۰۰۲ تولید شده‌است.